# (500154) 2012 DE80
(500154) 2012 DE80 es un asteroide perteneciente al cinturón de asteroides, descubierto el 26 de febrero de 2012 por el equipo del Pan-STARRS desde el Observatorio de Haleakala, Hawái, Estados Unidos.

## Designación y nombre
Designado provisionalmente como 2012 DE80.

## Características orbitales
2012 DE80 está situado a una distancia media del Sol de 2,392 ua, pudiendo alejarse hasta 2,692 ua y acercarse hasta 2,091 ua. Su excentricidad es 0,125 y la inclinación orbital 2,048 grados. Emplea 1351,33 días en completar una órbita alrededor del Sol.

## Características físicas
La magnitud absoluta de 2012 DE80 es 18,1.